# Završje Začretsko
 Završje Začretsko  falu Horvátországban Krapina-Zagorje megyében. Közigazgatásilag Sveti Križ Začretjéhez tartozik.

## Fekvése
Zágrábtól 34 km-re északra, községközpontjától 4 km-re északnyugatra a Horvát Zagorje területén az A2-es autópálya mellett fekszik..

## Története
A településnek 1857-ben 118, 1910-ben 150 lakosa volt. Trianonig Varasd vármegye Krapinai járásához tartozott. A településnek 2001-ben 39 lakosa volt.

## Nevezetességei
Szent Anna tiszteletére szentelt kápolnája, mely a 16. század második felében épült és 1627-ben említenek először. A kápolna a település feletti magaslaton található. Mai megjelenését a 18. századi beavatkozásoknak tulajdonítják. A sekrestye az északi oldalon szentély mellett található. A homlokzat fölé egy fa harangtorony emelkedik  az északi fal közepén pedig egy fedett oldalbejáratot alakítottak ki. A templom teljes szentélyét, valamint a diadalív elülső felületét a neves barokk festőművész, Anton Jozef Lerchinger festette 1756 és 1760 között. A berendezés egy orgonából és klasszicista oltárokból áll, amelyek fülkéiben a korábbi barokk oltárok szobrai találhatók.